# Johannes Zeiler
Pour les articles homonymes, voir Zeiler.
Johannes Zeiler, né le 29 avril 1970  à Vorau (Styrie) est un acteur autrichien.

## Biographie
Johannes Zeiler étudie les langues germaniques et l'histoire à Graz puis suit des cours d'art dramatique au Max-Reinhardt-Seminar (de) à Vienne.
Il joue, entre autres, au théâtre d'État (de) de Cobourg, au Theater Phönix à Linz, à l'Ensemble Theater Wien ou encore au Theater im Bahnhof à Graz. De 1999 à 2002, il est membre de l'ensemble Faust de Peter Stein et, depuis la saison 2010/11, il est un membre du Schauspielhaus (de) de Vienne.
Johannes Zeiler est également acteur de cinéma et de télévision. Le sommet de sa carrière est certainement son rôle-titre dans la version cinématographique de Faust d'Alexandre Sokourov, tourné en 2009 en République tchèque et en Islande. La première mondiale a eu lieu au 68e Festival international du film de Venise, où Faust a reçu le Lion d'or.

## Filmographie sélective
- 2011 : Faust d'Alexandre Sokourov
- 2014 : Pour ton anniversaire (Zum Geburtstag) de Denis Dercourt
- 2015 : Au secours ! J'ai rétréci ma prof (Hilfe, ich hab meine Lehrerin geschrumpft) de Sven Unterwaldt
- 2018 : Au secours ! J'ai rétréci mes parents (Hilfe, ich hab meine Eltern geschrumpft) de Tim Trageser
- 2018 : Nucléaire, non merci : Hans Schuierer
- 2019 : World on Fire : Ewe Rossler (mini-série)